# Kingsbridge
Kingsbridge är en stad och en civil parish i South Hams i Devon i England. Orten har 5 521 invånare (2001).